# Vaðlaheiði
Vaðlaheiði ist ein Gebirgszug im Norden Islands in der Nähe der Stadt Akureyri.

## Lage und Umgebung
Vaðlaheiði liegt im Osten der Gemeinde Svalbarðsströnd östlich des Hauptortes Svalbarðseyri und im Westen der Gemeinde Þingeyjarsveit.
Vaðlaheiði liegt östlich des Fjordes Eyjafjörður und erstreckt sich in Nord-Süd-Richtung. Im Osten befindet sich das Tal Fnjóskadalur. Das Gebirge ist relativ flach und wird daher des Öfteren auch als Hochebene bezeichnet. Es erreicht eine Höhe von 700 Metern. Geologisch besteht das Gebirge aus geschichteter Basaltlava.
Politisch ist das Gebiet Bestandteil des Bezirks (sýsla) Suður-Þingeyjarsýsla.

## Bedeutung für den Straßenverkehr
Früher führte der Hringvegur, die Ringstraße der Insel Island und eine der bedeutendsten Verkehrsverbindungen des Landes, über den 520 Meter hohen Pass Steinsskarð in der Vaðlaheiði. Diese Straße wurde 1930 gebaut. Seit 1985 verläuft die Straße weiter nördlich über den Übergang Víkurskarð, da diese Route zwar etwas weiter, aber weniger steil ist. Um die Strecke zwischen Akureyri und Húsavík weiter zu verkürzen, ist derzeit ein 7200 Meter langer Tunnel, der Vaðlaheiðargöng, durch das Gebirge vom Fnjóskadalur zum Eyjafjörður gebaut., der eigentlich im Jahr 2010 eröffnet werden sollte, nun aber später gebaut wird.

## Trivia
Oben auf der Hochebene stand früher ein Schuppen und der stellte mit der Benennung Vaðlaheiðarvegavinnuverkfærageymsluskúr, zu deutsch etwa Schwemmlandhochebenewegarbeitswerkzeugaufbewahrungsschuppen, das wohl längste Wort in der isländischen Sprache dar.